# Vatrogasci (muzička grupa)
Vatrogasci su hrvatski raznožanrovski bend osnovan 1991. godine u Zagrebu.

## Istorija
Prva "vatrogasna" melodija snimljena je krajem 1991. godine pod nazivom "Vatrogasac Mirko". Tiho (Tihomir Borošak) i Deki (Dean Parmak) su je snimili tokom jednosatne pauze dok su čekali sledećeg klijenta. Pošto je pesmu trebalo i otpevati pozvali su Bubija (Vladimir Pavelić), tadašnjeg kolegu iz pratećeg benda Jasne Zlokić. "Vatrogasac Mirko" je ubrzo postala jedna od pesama koja je presnimavana među pevačima. Po njoj su Vatrogasci i dobili ime. Usedile su "Ritam iza denser", "Više-manje, manje više" i "Ženićute".
Nakon te četiri pesme, diskografska kuća "Euroton" ponudila se za izdavača te je u junu 1992. izašao album prvenac pod nazivom "Vatrogasna zabava vol.1". To je prvi i poslednji album na kojem su Vatrogasci delovali kao trio. Dean Parmak iz privatnih razloga napušta bend i ostaju samo Tiho i Bubi te snimaju još tri albuma. Tiho piše pesme i aranžmane, a Bubi peva. Nakon četvrtog albuma (Vatrogasna zabava vol.4), Bubi potpisuje petogodišnji ugovor sa Novim fosilima kao bubnjar i vokal.
Tiho nalazi novog pevača Mladena Martinovića-Dugog i sa njime nastavlja vatrogasnu produkciju te su do danas snimili još devet albuma. Početkom 2007. Dugi napušta Vatrogasce zbog privatnih obaveza, a Gugi (Goran Borošak) nastavlja kao novi (treći) vokal. Slaven Borosak je u bendu od 2009. kao klavijaturista.
Sastav je najpoznatiji po obradama pesama drugih autora te njihovom parodiranju, pretvarajući ih u narodnjačku glazbu. Uz obrade, sastav snima i autorske numere. Do sada su snimili dvanaest studijskih albuma i jedan kompilacijski.

## Diskografija
- 1992. - "Vatrogasna zabava vol.1" -- (Euroton)
- 1993. - "Vatrogasna zabava vol.2" -- (Euroton)
- 1994. - "Vatrogasna zabava vol.3" -- (Euroton)
- 1995. - "Vatrogasna zabava vol.4" --
- 1996. - "The best of" --
- 1998. - "Priče iz radione" --
- 1999. - "Med i mlijeko" --
- 2001. - "Sreća u nesreći" --
- 2002. - "Kitice i revreni" -- (eSVe)
- 2003. - "Trava i užas" -- (Kondorcomm/Song Zelex)
- 2004. - "Poruke u boci" -- (Suzy/Song Zelex)
- 2005. - "Vlahovin svjedok" -- (Unicorn Records)
- 2009. - "Homo erectus" --
- 2013. - "Badel 2013" -- (album u proizvodnji)